# 심실빈맥
심실빈맥(心室頻脈, 의학: Ventricular tachycardia, V-tach 또는 VT)은 심장의 심실에서 발생하는 빠른맥을 지칭한다. 심실빈맥은 때로 심실세동으로 이행하기도 한다. 가슴압박감, 오심, 구토를 수반하기도 한다. 치료하지 않을 경우 심정지로 진행한다.

## 개요
심실빈맥은 정상적이며 규칙적인 맥이 만들어지지 못하고 심실 안에서 마치 불꽃놀이를 하듯이 매우 빠른 전기신호가 반복되면서 그 결과 심장이 비정상적으로 빠른 박동을 하게 되어 매우 불안정한 맥박이 만들어지는 상황을 말한다. 결과적으로 가슴이 두근거리고 혈액 순환이 적절하게 유지가 안 되면서 어지럽거나 심하면 의식을 잃게 되고 흔히 이야기하는 심장발작 혹은 심장마비로 이어질 수 있는 위험한 부정맥이다. 드물지 않게 심근경색, 심근증 등의 구조적인 심장질환이 원인이 되어 발생하게 되나, 이러한 질환 없이 발생하는 경우도 있다.

## 심실빈맥은 왜 위험한가?
심실빈맥은 돌연사를 일으킬 수 있는 위험한 부정맥이다. 사람이 생명을 유지하려면, 숨을 쉬고 심장이 뛰어야 한다. 심장이 펌프처럼 작동해서 온몸으로 혈액을 순환시킬 수 있어야 하는데, 심장에서 주된 펌프 역할을 하는 것이 바로 심실이다. 심실빈맥이 되면 펌프가 제대로 작동하지 않게 되므로, 심장이 멎는 것과 마찬가지 상태가 된다. 심실빈맥이 아주 빠르지 않다면, 두근거림 등의 증상만 생길 수도 있지만, 언제 심실빈맥이 빨라져서 심장이 멎을지 정확하게 예측하기 어려우므로 시급한 조치가 필요하다.

## 치료 방법
심실빈맥의 위험성이나 치료방법은, 구조적인 심장질환의 유무에 따라 크게 나뉜다.
|                       | 심장질환 있는 경우                                                                                    | 심장질환 없는 경우      |
| --------------------- | --- | ----------------------- |
| 원인이 되는 심장 질환 | 심근경색, 확장성 심근증, 비후성 심근증, 우심실이형성증 (ARVD), 유육종증, 선천성 심질환, 심장수술 흉터 | 없음                    |
| 치료                  | 삽입형 제세동기] + 약물 혹은 고주파 절제술                                                            | 약물 혹은 고주파 절제술 |

심실빈맥의 원인이 될 수 있는 심장질환은 다양하며, 심실의 구성단위인 근육세포의 파괴와 손상 이에 따른 섬유조직의 침윤 등이 생길 수 있는 모든 질환에서 심실빈맥이 생길 수 있다. 가장 흔한 것은 심근경색이다. 급성심근경색증이 순조롭게 치료가 된다고 하더라도 심장에 흉터는 남게 되는데, 이런 흉터에서 심실빈맥이 발생할 수 있다. 똑같은 심근경색이라고 하더라도, 흉터의 크기가 넓고 전반적인 심장 기능이 좋지 않을 때, 심실빈맥의 발생 위험도가 높아진다. 약물이나 고주파 절제술을 시도해볼 수 있지만, 재발 위험이 있고, 재발할 경우 생명이 위험할 수 있기 때문에 삽입형 제세동기 시술이 필요하다. 심장질환을 가진 환자에서 발생하는 심실빈맥에서 삽입형 제세동기는 생명을 유지하기 위한 보험과도 같다. 우선 삽입형 제세동기를 시술해서 심실빈맥의 발생 시 제세동기를 통한 응급처치, 즉 제세동이라는 전기적 율동전환이 신속하게 이루어져 위험한 상황을 피할 수 있게끔 안전장치를 시술한 후에, 심실빈맥의 발생 빈도를 줄이기 위해 약물이나 고주파 절제술을 시행할 수 있다. 
이에 반해 심장질환이 없는 환자에서 발생하는 심실빈맥은 상대적으로 양호한 경과를 보이다. 위험한 경우는 드물어서, 삽입형 제세동기는 대부분 필요 없다. 최근에는 고주파 절제술이 좋은 성적을 보이고 있어서, 점차 널리 쓰이고 있다.